# Пески (Поворинский район)
Пески — село в Поворинском районе Воронежской области. Административный центр и единственный населённый пункт Песковского сельского поселения. В 1929—1959 годах Пески были центром Песковского района.

## География
Село находится на берегу реки Хопёр и реки Белка.
Рядом с селом находится железнодорожная станция Кардаил.

## История
Дата основания села 19 июля 1722 года.
Изначально село Пески располагалось на противоположном берегу реки Хопер. Согласно записок Деметия Наумова, дьякона села Губари, опубликованных в Воронежских Епархиальных ведомостях за 1866 год, Всего имелось около 20 дворов, приписанных к монастырю. Примерно к 1762 году в селе появились переселенцы из Подмосковья. Всего насчитывалось уже около 200 душ. Примерно через пять лет село уже обосновалось на теперешнем её месторасположении. К 1768 году, сюда переселились из подмосковного города Вереи и монастыря Давидова пустынь ещё 250 человек, а из села Митрополье Моршанского уезда 310 человек, расселившихся по берегу реки Белка. Всего к тому времени насчитывалось уже около 700 человек населения. В мае 1769 года начато строительство церкви, освящена в феврале 1774 года.

## Население
| 1859  | 1897    | 1959  | 1979  | 2002  | 2010  | 2012  |
| ----- | ------- | ----- | ----- | ----- | ----- | ----- |
| 6464  | ↗11 074 | ↘9939 | ↘8020 | ↘7331 | ↘6953 | ↘6903 |
| 2013  | 2014    | 2015  | 2016  | 2017  | 2018  | 2021  |
| ↘6825 | ↘6775   | ↘6674 | ↘6574 | ↘6487 | ↘6410 | ↗6625 |

### Историческая численность населения
В 1835 году в Песках было учтено более 3000 жителей.
В 1859 году в селе проживали 3077 мужчин и 3387 женщин, было 773 двора, а в 1886 году — 9699 жителей и 1268 дворов.

## Известные уроженцы, жители
- Мамонтов, Ефим Мефодьевич — уроженец села, главнокомандующий повстанческой армией Западной Сибири в 1918—1919 гг.
- Тепляков, Дмитрий Антонович — уроженец села, Герой Советского Союза.
- Судьина, Антонина Николаевна — член Центрального Исполнительного Комитета СССР.

## Инфраструктура
В селе есть 3 основные общеобразовательные школы, средняя общеобразовательная школа, музыкальная школа, детско-юношеская спортивная школа и детский сад на 220 мест.

## Транспорт
Доступен автомобильным, водным и железнодорожным транспортом. 